# کیم جین مین
کیم جین مین (انگلیسی: Kim Jin-min؛ زادهٔ ۱۹۷۲) کارگردان اهل کره جنوبی است.